# Volo USAir 1016
Il volo USAir 1016 era un volo di linea della US Airways con decollo dall'aeroporto di Columbia, Carolina del Sud e destinazione l'aeroporto internazionale di Charlotte. Il 2 luglio 1994, il DC-9 che operava il volo si schiantò durante l'avvicinamento all'aeroporto di Charlotte a causa di un wind shear. Nell'incidente persero la vita trentasette persone.

## Il velivolo
Il velivolo coinvolto nell'incidente era un McDonnel Douglas DC-9-31 con numero di registrazione N954VJ e S/N 47590 motorizzato da due Pratt & Whitney JT8D-7 costruito nell'agosto del 1973.
Al momento dell'incidente, aveva accumulato 53.917 ore di volo e 63.147 cicli.

## Il volo
Il 2 luglio 1994 alle 18:23 il DC-9 decollò dall'Aeroporto di Columbia alle 18:15 EDT, per il volo di 35 minuti per l'Aeroporto Internazionale di Charlotte-Douglas, mentre imperversava una grave perturbazione. L'equipaggio era composto dal capitano Michael R. Greenlee (38), dal primo ufficiale James P. "Phil" Hayes (41) e da tre assistenti di volo. A bordo c'erano 52 passeggeri (compresi due neonati). I piloti erano al corrente che nell'aeroporto di destinazione sussistessero condizioni meteo avverse con temporali simili a quelli incontrati al decollo. Il volo si è svolto senza problemi fino all'avvicinamento a Charlotte, dove nelle vicinanze dell'aeroporto si sono verificati diversi forti temporali.
Alle 18:38 i piloti vennero autorizzati all'atterraggio ILS sulla pista 18R (ora 18C), con Hayes ai comandi sotto una forte pioggia. Il volo passò al controllore della torre locale che gestiva gli atterraggi per 18R e alle 18:39 il controllore diede all'equipaggio l'autorizzazione ad atterrare. Il capitano Greenlee chiese al controllore un bollettino meteorologico dall'aereo davanti al volo 1016, un Fokker 100 che era appena atterrato sul 18R. La torre comunicò al volo 1016 che il pilota del Fokker aveva riferito di una "navigazione tranquilla". Nelle interviste post-incidente, i passeggeri e gli assistenti di volo hanno detto all'NTSB che il volo sembrava normale finché l'aereo non è entrato sotto una forte pioggia durante l'avvicinamento finale.
Alle 18:40 un controllore di volo diramò un avviso di possibile wind shear, ma su una frequenza diversa da quella del volo 1016. Alcuni minuti più tardi, nelle fasi finali dell'atterraggio, il comandante si accorse del pericolo e decise di annullare l'atterraggio ordinando al primo ufficiale, che era ai comandi, di riattaccare e virare verso destra. Il capitano ha quindi poi contattato via radio la torre di controllo e ha dichiarato "USAir dieci sedici in movimento"; la torre riconobbe il mancato avvicinamento e autorizzò il volo 1016 a salire a 3.000 piedi (910 m). L'aereo faticò a salire in condizioni meteorologiche avverse, virò a destra e scese rapidamente. L'equipaggio di volo cercò disperatamente di controllare l'aereo mentre precipitava verso terra. Successivamente fu stabilito che il sistema di allarme windshear non allertava l'equipaggio con un indicatore rosso e un avviso acustico a causa di una discrepanza del software che abbassava la sensibilità mentre i flap erano in movimento, in transito da 40 a 15 gradi durante la riattaccata. Un ingegnere della Honeywell ha dichiarato che i piloti avrebbero dovuto ricevere un avviso da otto a nove secondi prima dell'impatto.

## Lo schianto
Il DC-9 iniziò a perdere rapidamente quota ed alle 18:42 il velivolo impattò violentemente in un campo a 800 metri dalla pista. Poi si è schiantato contro la recinzione dell'aeroporto e ha colpito diversi alberi, rompendosi in pezzi mentre scivolava lungo una strada residenziale che si trovava al confine dell'aeroporto. L'aereo si spezzò in quattro sezioni principali e i 40 piedi anteriori (12 m), compresa la cabina di pilotaggio e la cabina passeggeri di prima classe non occupata, si fermarono nel mezzo di Wallace Neel Road. La sezione posteriore della fusoliera, compresa la coda e i motori montati posteriormente, si fermò nel posto auto coperto di una casa.
Dei 52 passeggeri, 37 sono morti per trauma da corpo contundente, ustioni provocate dall'incendio o inalazione di monossido di carbonio. Altri 14 passeggeri hanno riportato ferite gravi e uno ha riportato ferite lievi. Dei cinque membri dell'equipaggio, entrambi i piloti hanno riportato ferite lievi, due assistenti di volo sono rimaste gravemente ferite e l'altro assistente di volo ha riportato ferite lievi. Nessuno a terra è rimasto ferito.
Il precedente grave incidente dell'aeroporto avvenne l'11 settembre 1974, quando il volo Eastern Air Lines 212, anch'esso un DC-9, si schiantò durante l'avvicinamento, uccidendo 72 persone.

## L'inchiesta

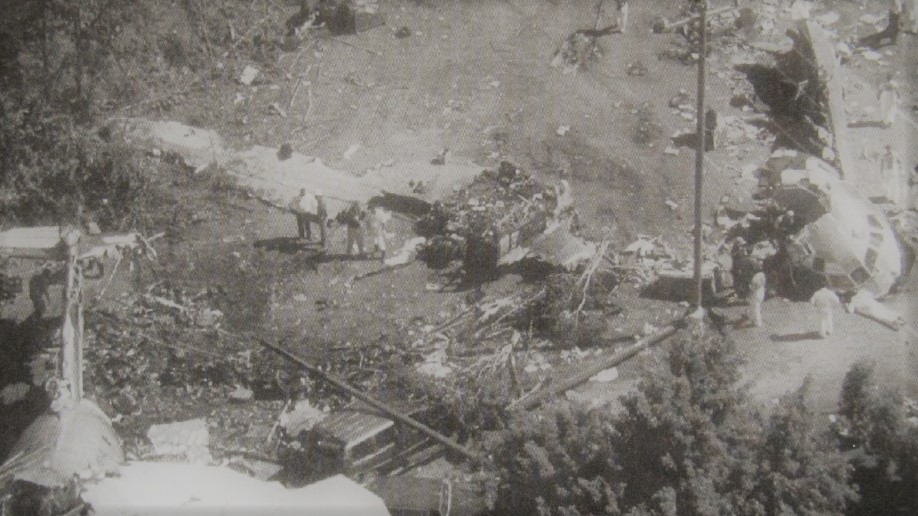
Il relitto del Dc-9 fotografato della commissione di inchiesta dell'NTSB

Per accertare le cause dell'incidente venne nominata una commissione di inchiesta presieduta dalla National Transportation Safety Board. Grazie all'analisi dei registratori dei dati di volo ed alle testimonianze dei piloti sopravvissuti la Commissione di inchiesta stabilì che durante la fase di riattaccata un fenomeno di microburst provocò la rapida diminuzione della velocità del velivolo al di sotto di quella di stallo. Poiché il velivolo si trovava a bassa quota non fu possibile recuperare abbastanza velocità per evitare l'impatto.
Il GPWS non avvisò i piloti del wind shear perché a causa di un bug nella programmazione del sistema durante la fase di riattaccata (con flap in transizione da 40° a 15°) la sensibilità dei sensori veniva ridotta. Se il sistema avesse funzionato avrebbe avvertito i piloti 8-9 secondi prima di incontrare la corrente discendente.
Inoltre l'equipaggiò tardò nel riconoscere il wind shear e non applicò correttamente le procedure previste (abbassò il muso invece di alzarlo). Anche le lacune dei controllori di volo, nel non informare correttamente l'equipaggio del volo 1016 delle condizioni meteo, contribuirono all'incidente.

## Nella cultura di massa
L'incidente del volo 1016 della USAir è stato trattato nella puntata La tempesta perfetta della diciassettesima stagione del documentario Indagini ad alta quota trasmesso dal National Geographic Channel.